# Hypocharmosyna
Hypocharmosyna is een  geslacht van vogels uit de familie Psittaculidae (papegaaien van de Oude Wereld) en de groep van de lori's. Er zijn twee soorten:
- Hypocharmosyna placentis  – Prachtlori
- Hypocharmosyna rubronotata  – Roodgevlekte lori